# Macrocentrus cingulum
Macrocentrus cingulum är en stekelart som beskrevs av Carl Gustav Alexander Brischke 1882. Macrocentrus cingulum ingår i släktet Macrocentrus och familjen bracksteklar. Arten är reproducerande i Sverige. Inga underarter finns listade i Catalogue of Life.